# Listă de personalități din Chișinău
Această listă de personalități marcante din Chișinău cuprinde o enumerare alfabetică a celor mai reprezentative persoane născute în capitala Republicii Moldova sau al căror nume este legat de acest oraș.
Dacă nu este precizată etnia unei persoane, se subînțelege că acesta este moldovenească.

## A
- Gavril Afanasiu (1879 – 1946), bariton;
- Vladimir Albițki (1891 – 1952), astronom;
- Andrei Andrieș (1933 – 2012), fizician;
- Ion Arachelu (n. 1948), actor;
- Lidia Arionescu-Baillayre (1880 - 1923), pictoriță.

## B
- Cristina Bucșa (n. 1998), tenismenă;
- Silvia Busuioc (n. 1989), actriță, fotomodel.

## C
- Hrîhori Ceapkis (1930 - 2021), coregraf;
- Natalia Cerches (n. 1976), atletă;
- Dorin Chirtoacă (n. 1978), om politic;
- Leonid Cijik (n. 1947), pianist de jazz;
- Doina Ciobanu (n. 1994), bloggeriță în domeniul modei;
- Dumitru Ciubașenco (n. 1963), jurnalist;
- Cornel Ciurea (n. 1972), politician;
- Lev Chezza (1914 — 1980), critic de artă;
- Miron Constantinescu (1917 – 1974), om politic;
- Sofia Clochișner (n. 1949), fizician;

## D
- Nicolae Donici (1874–1960), astronom;

## E
- Valentina Enachi (n. 1966), atletă.

## F
- Eliyahu Feldman (1919 - 2002), istoric;
- Alexandru Naum Frumkin (1895–1976), fizician, chimist, unul dintre fondatorii electrochimiei teoretice
- Corina Fusu (n. 1959), politiciană, jurnalistă;

## G
- Piotr Galanza (1893 - 1982), jurist, profesor universitar sovietic;
- Paul Gore (1875–1927), istoric și heraldist;
- Gloria Grati (n. 1972), ceramist;

## I
- Iona Iakir (1896-1937), comandant al Armatei Roșii, personalitate marcantă a Războiului Civil Rus;

## J
- Vitalie Jacot (n. 1970), politician.

## K
- George Karagheorghe (1827–1884), descendentul conducătorului Serbiei Karagheorghe Petrovici

## L
- Ana Lesko (n. 1979), cântăreață;
- Avigdor Lieberman, (n. 1958), politician israelian;
- Aleksandr Loran (1849 - 1911), profesor, inventator;
- Mariana Lucrețeanu (n. 1980), inginer, politician.

## M
- Dimitrie Mangeron (1906 – 1991), matematician și mecanic
- Lia Manoliu (1932 – 1998), sportivă, campioană olimpică, președinte al Comitetului Olimpic Român
- Dan Mândrilă (1938 – 1992), saxofonist, conducător de formație și compozitor
- Lewis Milestone (1895–1980), regizor, laureat al Premiului Oscar
- Zwi Milshtein (1934–2020), pictor franco-israelian;
- Oleg Mokșanțev (1924 - 2007), actor rus.

## N
- Victor Nadolschi (1911–1996), astronom;
- Ion Nicolaescu (n. 1998), fotbalist;
- Tatiana Nicolescu (n. 1923), critic și istoric al literaturii, traducător

## P
- Lev Pisarjevski (1874–1938), chimist și fizician-chimist;

## R
- Ana Revenco (n. 1977), politician, activistă;
- Alexei Rudeanu (1939–2013), prozator

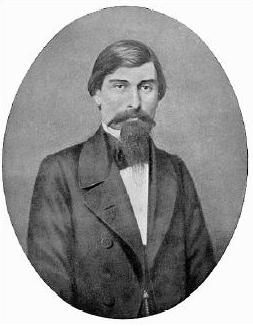
Alecu Russo

- Alexandru Rubinștein (1883–1941), militant comunist, membru al CC al PCdR
- Alecu Russo (1819–1859), scriitor, folclorist, cel care a descoperit balada Miorița

## S
- Cleopatra Stratan (n. 2002), cântăreață.
- Andrei Sârbu (1950 - 2000), pictor;

## Ș
- Alexei Șciusev (1873 – 1949), arhitect;
- Raimonda Șeinfeld, (n. 1951), pianistă;
- Vadim Șumski (1900 - 1956), dirijor, compozitor.

## T
- Doina Aldea-Teodorovici (1958 – 1992), cântăreață;

## Persoane al căror nume este legat de Chișinău
- Karagheorghe Petrovici (1768–1817), erou sârb, conducătorul primei răscoale anti-otomane sârbești, fondatorul dinastiei Karagheorghevici
- Veniamin Costache (1768–1846), cărturar, Caimacam (locțiitor) Domnesc și Mitropolit al Țării Moldovei
- Alexandru Ipsilanti Eteristul (1792–1828), conducătorul Eteriei grecești
- Aleksandr Pușkin (1799–1837), scriitor rus
- Alexei Karagheorghevici (1801–1830), descendentul lui Karagheorghe Petrovici
- Alexandru Donici (1806–1865), fabulist
- Constantin Negruzzi (1809–1868), scriitor
- Alexandru Hâjdeu (1811–1872), scriitor

Lev Tolstoi

- Lev Tolstoi (1828–1910), scriitor rus
- Alexandru Bernardazzi (1831–1907), arhitect

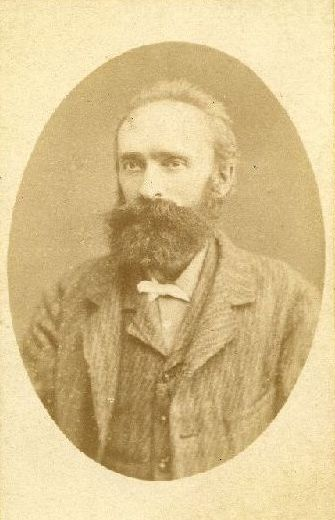
Bogdan Petriceicu Hasdeu

- Bogdan Petriceicu Hasdeu (1838–1907), scriitor, filolog, istoric și enciclopedist
- Carol Schmidt (1846–1928), primar al Chișinăului
- Serghei Witte (1849–1915), președintele Consiliului de Miniștri (prim-ministru) al Imperiului țarist
- Ion C. Suruceanu (1851–1897), arheolog;
- Natalia Obrenovici (1859–1941), regina Serbiei
- Constantin Stere (1865–1936), scriitor, jurist și om politic
- Gala Galaction (1879–1961), scriitor și teolog, traducător al Bibliei în limba română
- Alexei Mateevici (1888–1917), poet și patriot
- Leonid Brejnev (1906–1982), Secretar General al PCUS
- Nathan Alterman (1910–1970), poet israelian
- Radion Cucereanu (1927–2018), autor de manuale, scriitor, membru al Uniunii Scriitorilor din Moldova, autor al trilogiei „Lacrimile românilor basarabeni”[1]
- Grigore Vieru (1935–2009), poet
- Ion Aldea-Teodorovici (1954–1992), cântăreț și compozitor